# كلمة منطوقة

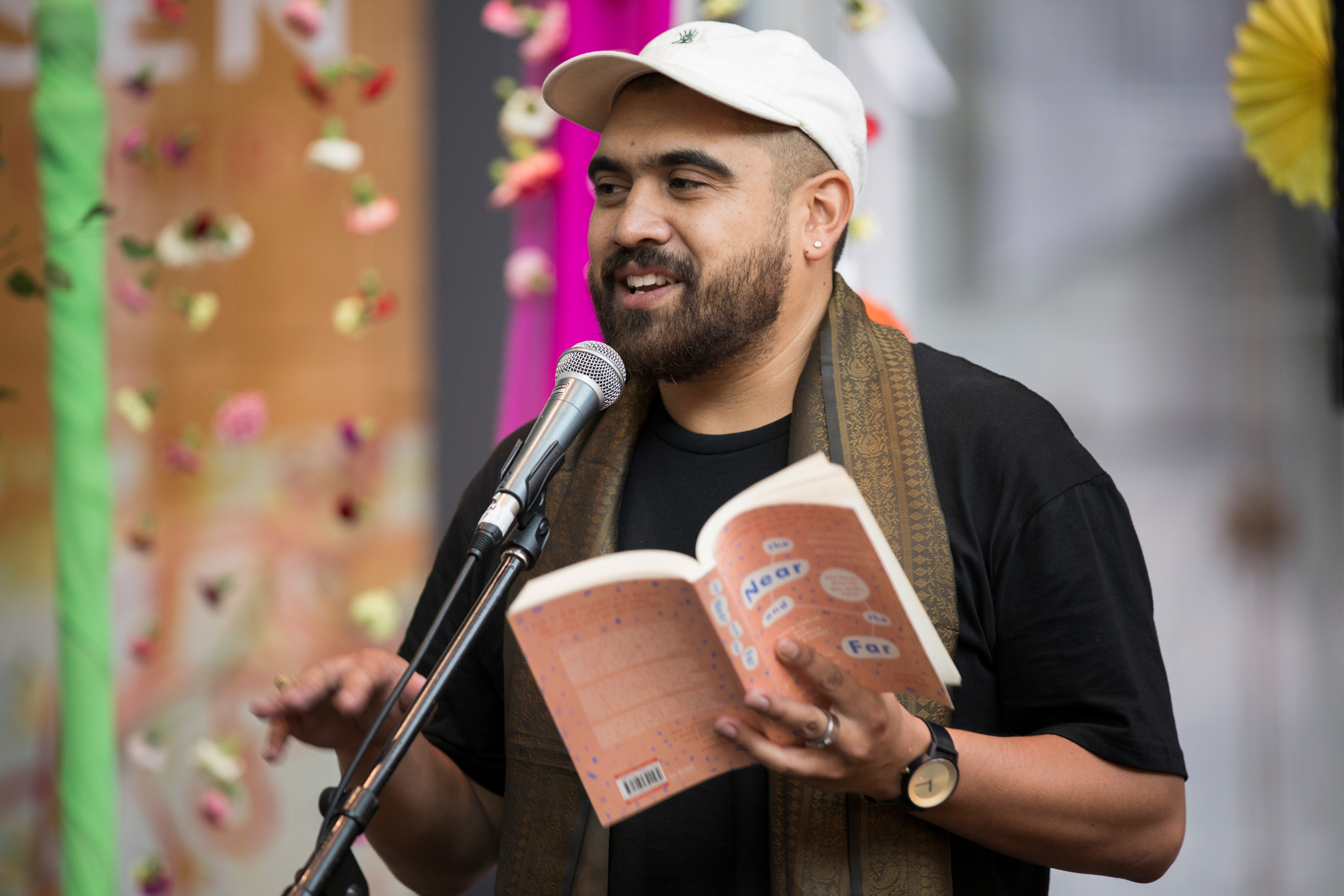

الكلمة المنطوقة (بالإنجليزية: Spoken word)‏، هو فن الأداء القائم على الكلمة. وهو فن شفوي يُركز على جماليات التلاعب بالكلمات والتنغيم وتصريف الصوت. وهي عبارة عن «قصاصة» تتضمن أي نوع من الشعر أو الكلام الموزون يتم سردها بصوت عالٍ، بما في ذلك الهيب هوب وشعر الجاز والقصائد الشعرية والقراءات الشعرية التقليدية والصلام ويمكن أن تشمل الروتين الكوميدي ومونولوجات النثر.